# 마쓰마에 요시히로 (초대)
마쓰마에 요시히로(일본어: 松前慶廣, 1548년 10월 4일 ~ 1616년 11월 20일)는 에조치의 센고쿠 다이묘이며, 마쓰마에번의 초대 번주이다.
1548년, 가키자키 스에히로(蠣崎季廣)의 세 번째 아들로 오다테(마쓰마에)의 다테야마 성에서 태어났다. 1582년 아버지가 은거하면서 가독을 이었다. 1590년 독자적으로 상경, 도요토미 히데요시를 알현하여 영지를 안도받고 벼슬을 임명받았다. 임진왜란 때는 군사를 이끌고 히젠 나고야성으로 가 참전하였으며 1593년에는 히데요시로부터 에조치 전역의 지배권을 부여받았다.
히데요시 사후 도쿠가와 이에야스와 관계를 돈독히 하였다. 1599년 가키자키(蠣崎) 성씨에서 지명을 유래로 한 마쓰마에(松前) 성씨로 바꾸었다. 1605년, 그간의 공적을 인정받아 에도 막부로부터 아이누와의 교역의 독점권을 공인받았다. 1615년 오사카 전투에서는 도쿠가와측에 가담했다. 1616년 69세의 나이로 사망하였다. 아들 모리히로가 일찍 죽은 관계로 모리히로의 장남 긴히로가 뒤를 이었다.
| 전임 가키자키 스에히로 | 제6대 가키자키 씨 당주 1583년 ~ 1599년 | 후임 마쓰마에 씨로 개성 |

|  | 제1대 마쓰마에 씨 당주 1599년 ~ 1616년 | 후임 마쓰마에 긴히로 |

|  | 제1대 마쓰마에번 번주 1616년 | 후임 마쓰마에 긴히로 |